# De Eest (buurtschap)
De Eest is een buurtschap in de gemeente Westerkwartier in het westen van de provincie Groningen. De buurtschap ligt aan de weg van Doezum naar Stroobos, vlak bij de Lauwers.
Bij het gehucht heeft in het verleden de borg De Eest gestaan, waarvan het borgterrein nog herkenbaar is ten westen van de boerderij aan de Eesterweg 5. Het is niet geheel duidelijk of de buurtschap naar de borg is vernoemd dan wel andersom. De naam ees verwijst waarschijnlijk naar een aantal hoger gelegen bouwlandakkers (ook les of Fries: ies(t), mogelijk ook de oorsprong van het Drentse Ees).

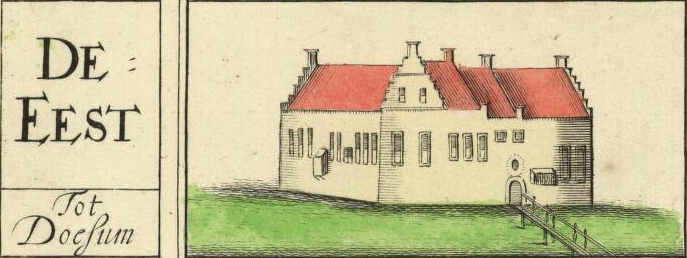
De borg op de Coenderskaart (1678)